# Pieve di San Lorenzo (Signa)
La pieve di San Lorenzo si trova a Signa.

## Storia e descrizione
Ricordata fin dall'866, conserva al suo interno alcune tombe di epoca longobarda.
All'esterno alcune parti, come i fianchi e la torre campanaria, risalgono al XII secolo.
L'interno a unica navata conserva un ambone romanico ornato da sei riquadri intarsiati con marmo bianco e serpentino a motivi geometrici. Le pareti sono ancora ricoperte di brani di affreschi medievali: sulla parete destra è una Madonna della Misericordia attribuita a Corso di Buono databile alla fine del XIII secolo, che mostra già, nel contesto del rinnovamento tra Duecento e Trecento, alcuni elementi naturalistici. Anche gli affreschi ornamentali a finte specchiature marmoree dell'arco trionfale sono attribuiti allo stesso pittore.
La navata è il transetto furono poi largamente affrescati nel XIV secolo: sulla parete destra è un affresco attribuito al Maestro di Barberino con San Lorenzo che accoglie le anime del Purgatorio tra i Santi Pietro e Onofrio. Sulla parete opposta sono attribuite a Pietro Nelli un Martirio di San Sebastiano e figure di Santi, tra cui San Giuliano e di Santa Caterina, che conservano un'iscrizione con la data 1366. Nel transetto destro è un fregio con testine e busti di Profeti un frammento con un episodiodella Vita di San Sisto Papa, attribuiti anch'essi al Maestro di Barberino. 
In controfacciata è invece un affresco dell'inizio del Quattrocento con la Madonna in trono col Bambino tra i Santi Stefano e Antonio Abate. Da notare il tabernacolo staccato del Maestro di Signa con la Madonna col Bambino fra San Miniato e San Giovanni. Nella contigua Compagnia del Santissimo Sacramento e dello Spirito Santo, risalente al 1348, si trova la cassa lignea in cui era racchiuso il corpo della beata Giovanna, dipinta da Pietro da Gambassi nel 1438.